# Schallbach
Schallbach es un municipio situado en el distrito de Lörrach, en Baden-Wurtemberg, Alemania. Tiene una población estimada, a fines de 2023, de 832 habitantes.